# Сар на Летњим олимпијским играма 1952.
Национални олимпијски комитет Сарланда (Nationales Olympisches Komitee des Saarlandes) је основан и признат од стране Међународног олимпијског комитета 1950. године. Сарланд је као француски протекторат постојао у периоду од 1947. па до 1956. године. Као самостални тим Сар је узео учешће само на једној Летњој олимпијади и то 1952. године а после тога 1956. године Сар се припојио Немачкој и као такав даље су његови спортисти учествовали на олимпијадама заједно под немачком заставом.

## Историја
После Другог светског рата Сарланду није било дозвољено да се придружи Западној Немачкој која је основана 1949. године а истовемено није дозвољена анексија од стране Француске од стране осталих савезника.
Како локална популација није хтела да се припоје Француској основане су одвојене интернационалне спортске организације као што су били Фудбалски тим Сарланда и Национални олимпијски комитет.
После референдума у октобру 1955. године, грађани Сарланда су одбили независност као територија и одлучили се припајању Западној Немачкој, што је и учињено и постало важеће од 1. јануара 1957. године.

## Резултати по спортовима

### Бокс
Мува категорија
- Хелмут Хофман

1. Прва рунда - Изгубио од  Јужна Кореја Хан Су Ан (TKO 1R)

Перолака категотрија
- Курт Шира

1. Прва рунда - Победио  Венецуела Луис Арангур (2 - 1)
2. Друга рунда - Изгубио од  Мађарска Јанош Ердеи (0 - 3)

Лако средња категорија
- Вили Рамо

1. Прва рунда - Изгубио од  Аустрија Јозеф Хамбергер (0 - 3)